# Renner Péter
Renner Péter (Brno, 1933. – Budapest, 1958. február 3.) magyar forradalmár, az 1956-os forradalom utáni megtorlás áldozata.

## Élete
Édesanyja zsidó származású volt, emiatt a második világháború alatt családját elhurcolták a németek, de sikerült túlélniük a deportálást. 1945-ben a Beneš-dekrétumok miatt Magyarországra menekültek, Renner Péter Esztergomban érettségizett és két évig térképészetet tanult. 1953-ban besorozták katonai szolgálatra, egy év múlva azonban a katonai bíróság fél évi börtönre ítélte titoksértésért. A büntetés letöltése után, 1955-ben szabadult, ekkor azonban újabb fél évre ítélték devizabűntett miatt.
1956. október 23-án ott volt a tüntetők közt, valamint jelen volt a Sztálin-szobor ledöntésénél is. Csepelen röpcédulákat osztogatott, emiatt másnap, október 24-én az ÁVH őrizetbe vette. 5 napig tartották fogva, rendszeresen bántalmazták, végül aztán október 29-én szabadon engedték. Szabadulása után a Kilián-laktanyához indult, de a Práter utcai ellenállók feltartóztatták és igazoltatták. Miután igazolta magát, velük maradt és az ő oldalukon vett részt a harcokban. Hamarosan Pongrátz Gergely, a Corvin közi ellenállók főparancsnoka rajparancsnoknak nevezte ki, ő lett a Corvin közi ellenállók és a Nemzetőrség parancsnoksága között az összekötő.
November 9-ig vett részt a harcokban, majd november 26-án Ausztriába menekült. Itt felvette a kapcsolatot a bécsi, emigráns Magyar Forradalmi Tanáccsal. A Tanács célja volt a forradalom eszméjét fenntartani, valamint az illegalitásban élőket és a letartóztatottak családjait segíteni. 1957. február 9-én hazatért, felvette a kapcsolatot a hazai munkástanácsokkal, majd mikor már eleget tájékozódott, vissza akart utazni, de Szabó Miklós kisgazdapárti politikusnak köszönhetően a belügyi szervek tudomást szereztek céljairól és február 27-én, egy nappal tervezett visszautazása előtt letartóztatták. A bíróság államellenes szervezkedés vezetésének vádjával halálra ítélte és kötél által kivégezték.

## Emlékezete

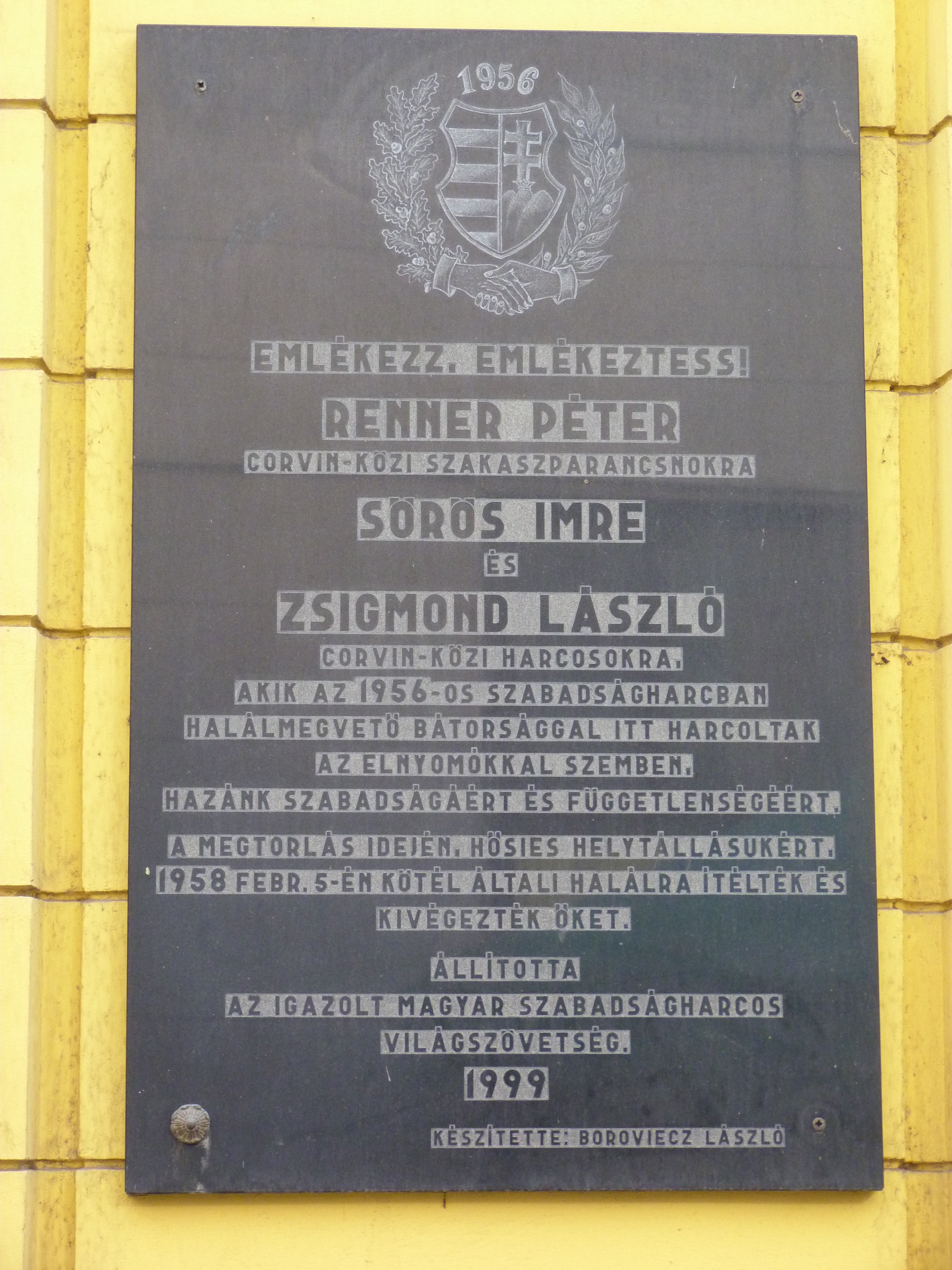
Emléktáblája a Corvin közben